# Nördliches Ungarisches Mittelgebirge

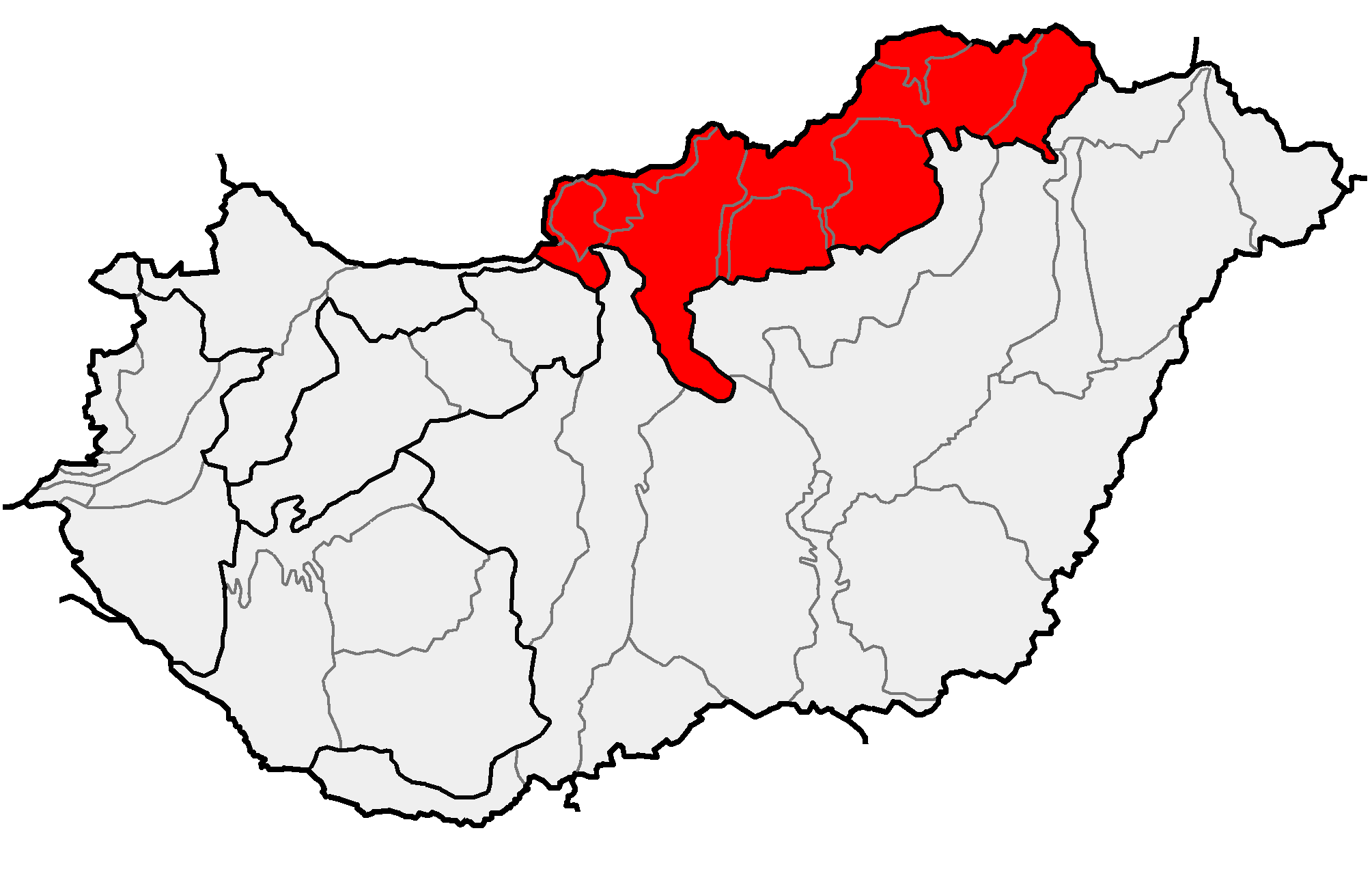
Das nördliche ungarische Mittelgebirge

Das Nördliche Ungarische Mittelgebirge (ungarisch Észak-magyarországi-középhegység) ist eine Gebirgsregion Ungarns nördlich und östlich des Donauknies bei Visegrád mit Höhen bis zu 1000 m ü. Adria. Es zählt zu den Karpaten. Nach der geomorphologischen Gliederung der Karpaten ist das Nordungarische Mittelgebirge identisch mit dem Mátra-Slanec-Gebiet und gehört zur Subprovinz Innere Westkarpaten der Provinz Westkarpaten. 
Seine westliche Fortsetzung ist das Ungarische Mittelgebirge in Transdanubien.
Dies sind im Einzelnen:
- Visegráder Gebirge (westlich der Donau) (Dobogókő, 699 m)
- Börzsöny (auch: Pilsengebirge) (Csóványos, 938 m) (Fortsetzung in der Slowakei: Burdagebirge)
- Hügelland von Gödöllő (Gödöllői-dombság)
- Cserhát (Karancs-tető, 727 m) (Fortsetzung in der Slowakei: Cerová vrchovina)
- Mátra-Gebirge (Kékes, 1015 m)
- Bükk-Gebirge (Istállós-kő, 959 m)
- Uppony-Gebirge
- Aggtelek-Rudabánya-Gebirge
- Cserehát  (Szár-hegy, 520 m)
- Szendrő-Gebirge
- Tokajer Gebirge / Sempliner Gebirge (Zempléni-hegység, Tokaji-hegység) (Nagy-Milic / Veľký Milič, 895 m)

Slowakische Höhenzüge des Gebietes, das in der slowakischen Geomorphologie als Mátra-Slanec-Gebiet (Matransko-Slanská oblasť) bezeichnet wird, sind:
- Slanské vrchy
- Zemplínske vrchy